# Präfekturuniversität Okayama

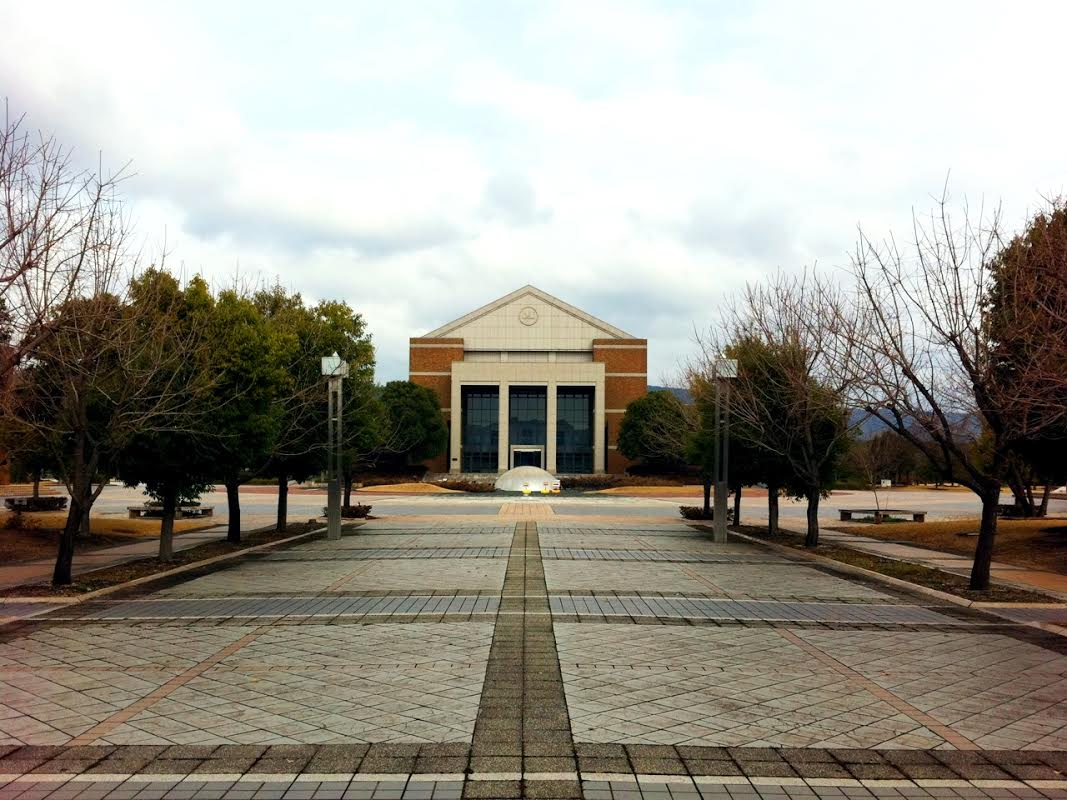
Aula der Präfekturuniversität (2014)

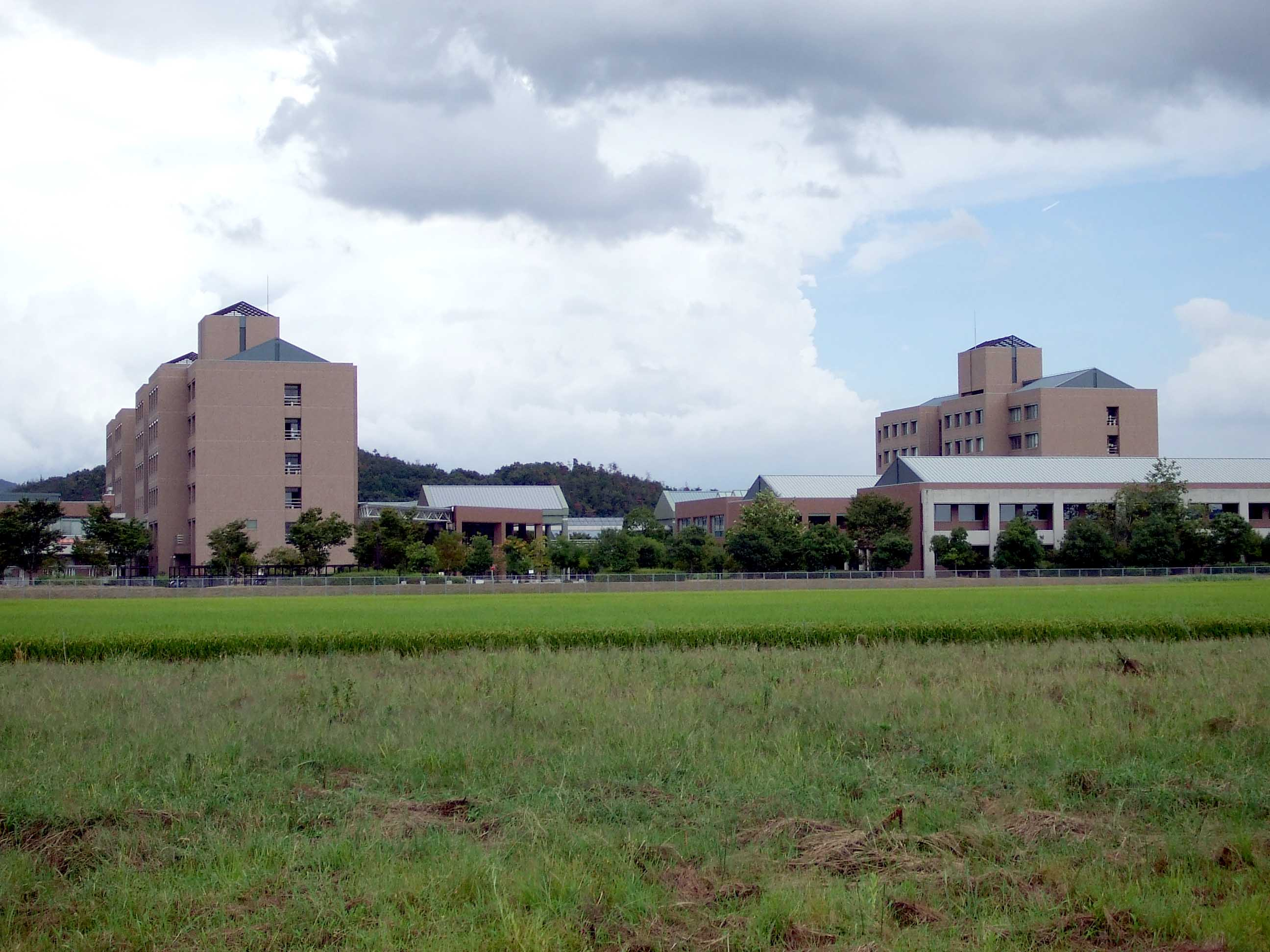
Fernsicht von West (2007)

Die Präfekturuniversität Okayama (japanisch 岡山県立大学 Okayama-kenritsu daigaku; engl. Okayama Prefectural University, kurz: OPU) ist eine öffentliche (präfekturale) Universität in Sōja in der Präfektur Okayama (Japan).

## Geschichte
Der Ursprung der Universität liegt in der 1946 gegründeten Ernährungswissenschaftlichen Akademie Okayama (岡山栄養科学園 Okayama eiyō-ka gakuen). 1955 wurde sie in Präfekturale Ernährungswissenschaftliche Kurzuniversität Okayama (岡山県栄養短期大学, Okayama-ken eiyō tanki daigaku) reorganisiert. 1961 wurde sie in Präfekturale Kurzuniversität Okayama (岡山県立短期大学 Okayama-kenritsu tanki daigaku) umbenannt. Sie fügte Abteilungen hinzu: Sport (1961), Krankenpflege (1965) und Kinderpflege (1967).
Die Präfekturuniversität Okayama wurde 1993 gegründet, und die bestehende Kurzuniversität wurde zu ihrer Angegliederten Kurzuniversität (geschlossen 2007). 1997 richtete die Präfekturuniversität die Graduiertenschule (Masterstudiengänge) ein, 1999 dann die Doktorkurse.

## Fakultäten
- Fakultät für Gesundheits- und Wohlfahrtswissenschaften
  - Abteilung für Pflegewissenschaft
  - Abteilung für Ernährungswissenschaft
  - Abteilung für Zeitgenössische Wohlfahrtswissenschaft
  - Abteilung für Kindheitswissenschaften
- Fakultät für Informatik und Systems Engineering
  - Abteilung für Informations- und Kommunikationstechnik
  - Abteilung für Systems Engineering
  - Abteilung für Menschenzentrierte Informationstechnik (jap. 人間情報工学科, engl. Department of Human Information Engineering)
- Fakultät für Design
  - Abteilung für Visuelles Design
  - Abteilung für Handwerk und Industrielles Design
  - Abteilung für Architektur